# Hørdum
Hørdum er en landsby i Thy med 203 indbyggere  (2024), beliggende i Hørdum Sogn 20 kilometer syd for Thisted og 30 kilometer vest for Nykøbing Mors. Nærmeste byer er Koldby 1,5 kilometer mod øst og Snedsted seks kilometer mod nord. Hørdum ligger i Region Nordjylland og hører til Thisted Kommune.
Den er stationsby på Thybanen og i Hørdum ligger bl.a. Hørdum Station og Hørdum Kirke.

## Historie
I 1875 beskrives forholdene således: "Byerne Øster-Hørdum med Kirke, Skole, Veirmølle, Kro, 2 Kjøbmandshandler; Vester-Hørdum med Veirmølle".
Omkring århundredeskiftet blev byen beskrevet således: "Hørdum (Øster- og Vester-H.) med Skole, 2 Møller, Fællesmejeri, Købmandsforretninger, Mineralvandsfabrik, Kro, Jærnbane-, Telegraf- og Telefonstation samt Postekspedition".